# HR (Hakata Reboot)
 (novembre 2015).
Si vous disposez d'ouvrages ou d'articles de référence ou si vous connaissez des sites web de qualité traitant du thème abordé ici, merci de compléter l'article en donnant les références utiles à sa vérifiabilité et en les liant à la section « Notes et références ».
Pour les articles homonymes, voir HR.
HR (Hakata Reboot) (エイチアール) est un groupe d'idoles japonaises formé en août 2010 et originaire de Fukuoka dans la préfecture du même nom.
Il est actuellement composé de 8 membres régulières, dont la capitaine est Mayu Kobayashi, et des 11 membres stagiaires (kenkyūsei).

## Aperçu
Le nom HR est un acronyme des mots « Hakata » (博多) et « Reboot » (再起動).
Les filles se produisent régulièrement en concert dans leur propre théâtre situé au 3e étage du centre commercial Box Town Hakozaki à Fukuoka ; leur théâtre est également situé dans le même quartier que celui du groupe d'idoles HKT48. Les concerts ont lieu le samedi et le dimanche ainsi que lors des jours fériés. Les membres kenkyūsei sont mis en avant le 1er et le 3e dimanches de chaque mois.
L'objectif des HR est de permettre aux filles souhaitant devenir idoles et ne pouvant pas déménager à Tokyo de réaliser leurs rêves tout en restant à Fukuoka pour faire les mêmes activités.

## Histoire
La membre de la 1re génération Asami Uehara obtient son diplôme en décembre 2010 et a rejoint le nouveau groupe d'idoles de Fukuoka LinQ en avril 2011 et en devient la leader.
Le groupe fait ses débuts avec le single indie Kimi ni Spark sorti en mai 2012.
En janvier 2014, sort le single indie Evolution Da et devient le premier disque à se classer dans le Top 10 de l'Oricon.
Les membres de la 9e génération forment le groupe Jōnetsu Hermit (情熱hermit) en mars 2014.
Un sous-groupe de HR, Splash Revolution (すぷらっしゅレボリューション), est formé au printemps 2014. Il est composé de 3 membres : Marina Kunimoto, Mayu Kobayashi, Rei Yasuda. Leur 1er single des Splash Revolution intitulé Meippai Hashaija Yeah!! (めいっぱいはしゃいじゃYeah!!) est sorti en juin 2014.
En septembre 2015, le single de HR Kibō no Tsubomi  se classe 5e à l'Oricon et devient le dernier single indépendant du groupe.
En effet, le groupe fait ses débuts en major avec le single Natsuiro Candy (夏色キャンディ) sorti sous le label Nippon Columbia en juin 2015.
En septembre 2015, une campagne de financement participatif a été lancée pour financer la production d'une émission TV de divertissement animée par les membres du groupe d’idoles. L'objectif est d’obtenir 500.000 yen.
Les filles se sont transformées en personnages de RPG sur la pochette et dans le clip vidéo du single Toy Soldier en vente en novembre 2015. En octobre, cette chanson devient le thème de générique de fin de l'émission Kisekitaiken! Unbelievable (奇跡体験！アンビリバボー) diffusée sur Fuji TV.

## Membres

### Membres actuels
- Marina Kunimoto (國本満里菜)
- Mayu Kobayashi (小林まゆ)
- Yuki Nakazawa (中沢友希)
- Ayaka Mochizuki (望月彩華)
- Rei Yasuda (安田玲)
- Tsubasa Aoki (青木翼)
- Kanade Ogawa (尾河花奏)
- Sayuri Yamauchi (山内小百合)

### Ex-membres
| - Tomomi Murayama (村山友美) - Miyuki Nakamura (仲村みゆき) - Atsuko Maeda (前田温子) - Manaka Kiritani (桐谷愛華) - Kana Aihara (相原加奈) - Momoka Itō (伊東桃花) - Rena Sakurai (桜井玲奈) - Mai Ikeuchi (池内茉衣) - Nana Asakura (朝倉なな) - Moe Natsume (夏目もえ) - Rara Nishiyama (西山羅良) - Yumiko Okada (岡田ゆみこ) - Juna Inami (井波絢菜) - Narisa Shirokawa (城川菜里紗) - Yuri Tsukamoto (塚本結莉) - Wakana Nakatani (中谷和奏) - Nozomi Satō (佐藤希望) - Miku Nakahara (中原未來) - Yu Nonaka (野中優) - Aya Sasaki (佐々木彩) - Akari Hirani (日谷朱理) - Seina Hoshino (星野聖奈) - Miho Kinoshita (木下美穂) - Saya Ooguro (大黒沙綾) - Yuduki Takeuchi (竹内優月) - Haruka Takahashi (高橋春佳) - Miharu Asano (朝野美晴) - Yuka Haruno (春野ゆうか) - Shizuka Ogata (緒方静香) - Shiori Takamine (高峰汐里) | - Suzuka Aiba (相羽涼花) - Yuria Hino (日野優里亜) - Chiaki Kiyohara (清原千明) - Karen Nakamura (中村可恋) - Kaoru Fukunaga (福永薫) - Misaki Sakurai (桜井実咲) - Sayaka Nishiyama (西山沙也香) - Miki Otsuka (大塚美貴) - Mariya Yamamoto (山本まりや) - Eri Nanase (七瀬恵梨) - Akiha Kobayashi (小林明葉) - Rino Ishikawa (石川鈴乃) - Rei Ohara (大原怜) - Asami Uehara (上原あさみ) - Akane Oshima (大島愛奏) - Riho Tateishi (立石梨穂) - Arisa Shiraishi (白石ありさ) - Arisa Morinaga (森永亜理沙) - Hikaru Asada (浅田ひかる) - Kotoko Monji (門司詩子) - Yuka Hayashi (林優花) - Arina Yoshida (吉田有那) - Shiina Sato (椎名紗都) - Yuri Sakamoto (坂本優李) - Chisato Kume (久米知里) - Saki Shimada (嶋田早希) - Narumi Ogata (緒方成美) - Risa Fukuhara (福原梨紗) |

## Discographie

### Albums
Indie
1. 17 décembre 2014 : HR

### Singles
Indies
1. 2 mai 2012 : Kimi ni Spark (キミにSpark?)
2. 23 janvier 2013 : Barikata (バリカタ?)
3. 11 septembre 2013 : Zenryoku Jump! (全力ジャンプ！?)
4. 15 janvier 2014 : Evolution da (エボリューションだ?)
5. 24 septembre 2014 : Kibō no Tsubomi (希望の蕾?)

Major
1. 24 juin 2015 : Natsuiro Candy (夏色キャンディ?)
2. 4 novembre 2015 : Toy Soldier (トイ・ソルジャー?)
3. 22 juin 2016 : Mattō yo!! (待っとうよ！?)
4. 1er mars 2017 : Nihon Hakata-ka Daisakusen (日本ハカタ化大作戦?)